# Beresteane, Kiverți
Beresteane (în ucraineană Берестяне) este o comună în raionul Kiverți, regiunea Volînia, Ucraina, formată numai din satul de reședință.

## Demografie
Componența lingvistică a satului Beresteane
     Ucraineană (99,61%)
     Alte limbi (0,39%)
Conform recensământului din 2001, majoritatea populației satului Beresteane era vorbitoare de ucraineană (99,61%), existând în minoritate și vorbitori de alte limbi.